# Baray oriental

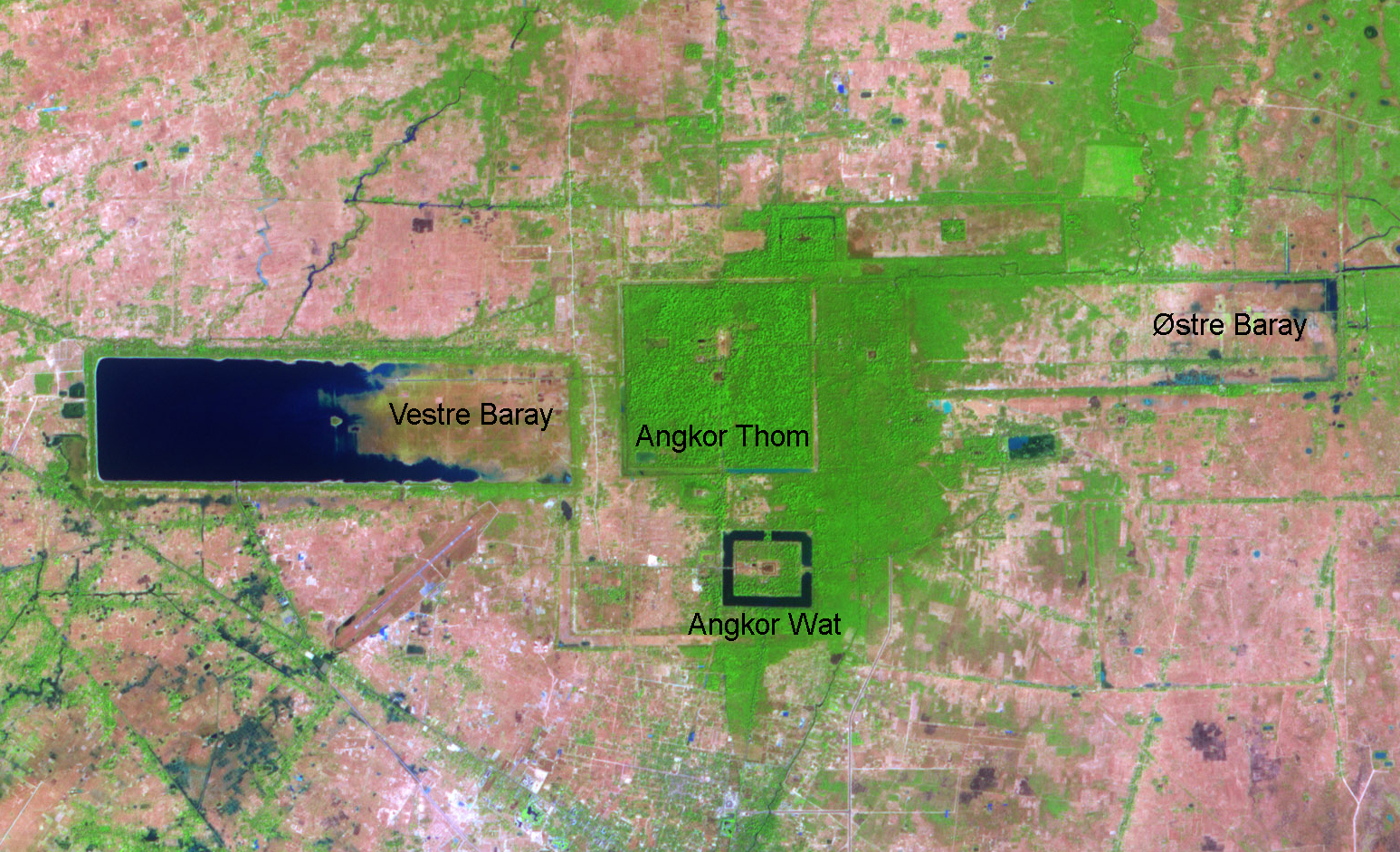
Vue satellite d'Angkor. Le Baray occidental est à gauche, le Baray oriental à droite.

Le Baray oriental (khmer : បារាយណ៍ខាងកើត) est un plan d’eau artificiel ou réservoir aujourd’hui à sec, à Angkor, au Cambodge. Il est orienté est-ouest et situé directement à l'est de la ville fortifiée d'Angkor Thom. 
Il a été construit vers l'an 900 de notre ère sous le règne du roi Yasovarman. Alimenté par la rivière Siem Reap qui prend sa source dans les collines de Kulen, il était le deuxième plus grand Baray de la région d'Angkor, avec environ 7 150 mètres de long sur 1 740 mètres de large, et pouvant contenir près de 50 millions de mètres cubes d'eau. Le travail et l'organisation nécessaires à sa construction furent stupéfiants : les digues du Baray oriental représentent l’équivalent d’environ 8 millions de mètres cubes de remblais. 
Des blocs et dalles gravées d’inscriptions concernant la construction du Baray ont été retrouvés à chacune de ses extrémités. Il était nommé à l'origine « Yashodharatataka » en honneur à son fondateur. 
Les chercheurs sont divisés sur l’utilisation et la symbolique véritable de ce Baray (comme d’ailleurs pour les autres Baray angkoriens). Selon certaines théories, ces réservoirs retenaient l’eau principalement pour permettre l'irrigation et l’approvisionnement en eau d’Angkor Thom. Cependant aucune inscription n'a été retrouvée permettant d’accréditer une telle utilisation. D'autres théories développent le fait que le Baray renvoyait essentiellement à une fonction symbolique dans la religion khmère, représentant ainsi la mer de la création entourant le Mont Meru, demeure des dieux hindous. 
Le Baray oriental ne contient plus d'eau aujourd’hui. Des cultures agricoles se sont même installées dans son lit. Mais ses contours restent bien visibles sur les photographies par satellite. Au milieu du Baray se trouve le temple du Mebon oriental, situé sur un terrain surélevé, autrefois une île lorsqu'il contenait encore de l'eau. 